# Накано, Дзюнъя
Дзю́нъя Нака́но (яп. 仲野 順也, род. 28 февраля 1971, Киото) — японский игровой композитор, с 1995 по 2009 год работавший в компании Square Enix. Наиболее известен по созданию звукового ряда к игре Threads of Fate и участию в проекте Final Fantasy X. Кроме того, в числе широко известных его работ саундтрек к игре Dawn of Mana и аранжировка NDS-версии Final Fantasy IV. Часто Накано сотрудничает со своим другом и коллегой Масаси Хамаудзу.
Впервые приобщился к музыке ещё в возрасте трёх лет, когда родители дали ему несколько уроков игры на электронном органе. В 1991 году, после окончания профильного композиторского училища, Накано устроился на работу в компанию Konami, где в течение трёх лет сочинял мелодии для различных аркадных игр. В 1995 году вошёл в штат компании Square Enix, написал четыре композиции для платформера Front Mission: Gun Hazard и три для файтинга Tobal No. 1. В 1997 году написал музыку для Front Mission: Alternative и Another Mind, в 1999-м, работая над Threads of Fate создал один из наиболее успешных своих саундтреков.
31 декабря 2009 года, после четырнадцати лет работы в компании, объявил об уходе из Square Enix и присоединился к своему бывшему наставнику и соавтору Юдзи Такэноути, основав вместе с ним студию VGM Sound Creator’s Alliance. Накано славится, прежде всего, экстравагантной эмбиентной музыкой, со своими неповторимыми перкуссионными, тембровыми и ритмичными рисунками.